# Gabriel Casanova y Amaro
Gabriel Casanova y Amaro (Consuegra, 18 de marzo de 1860-Guadalajara, 8 de enero de 1912) fue un teólogo y escritor franciscano español.

## Biografía
Profesó como franciscano en 1875 en su ciudad natal; prosiguió sus estudios eclesiásticos en Puebla de Montalbán y Almagro, y en octubre de 1882 marchó al archipiélago de las Bisayas, en el centro de Filipinas, donde terminó de formarse y se dedicó a la predicación. Estuvo en Leyte y en 1883 en el convento de San Francisco de Manila como lector y profesor de cánones y al año siguiente censor. Vuelto a España, en 1886 fue nombrado lector de filosofía en Pastrana y luego en 1891 de teología en Consuegra. De ahí pasó al Colegio Internacional de San Antonio de Roma como profesor de teología y de filosofía, donde permaneció cinco años. Ya en España en 1902, el cardenal Sancha le confió el proceso de betatificación de sor Patrocinio, que presentó en Roma en 1907. Fue miembro del Colegio de Doctores Teólogos de la diócesis de Toledo, examinador sinodal de tres obispados, profesor de enciclopedia científica y de sociología en la Academia Universitaria de Madrid y capellán de la reina María Cristina, de la cual fue amigo; en el Capítulo de 1905 fue elegido definidor y en el de 1908 ministro provincial. Toda su vida fue un escolástico estricto y falleció en Guadalajara el 8 de enero de 1912.

## Obras
- Cursus Philosophicus ad mentem D. Bonaventurae et Scoti... Volumen Primum: Dissertationem historicam. De vicibus et progressibus Philosophiae; Logicam et Ontologiam complectens. Madrid: Tipografía Aloysii Aguado, 1894. LXIII, 563 p.
- Cursus Philosophicus ad mentem D. Bonaventurae et Scoti... Volumen Secundum: Cosmologiam et Psychologiam complectens. Madrid: Tipografía Aloysii Aguado, 1894. 542 p.
- Cursus Philosophicus ad mentem D. Bonaventurae et Scoti... Volumen Tertium: Theodiceam et Ethicam generalem et specialem complectens. Madrid: Tipografía Aloysii Aguado, 1894. 564 p.
- El Cardenal Jiménez de Cisneros. Madrid: Hija de Gómez Fuentenebro, 1907. 77 p.
- Esbozo histórico de Consuegra. Madrid, 1896.
- La Eucaristía filosófica y teóricamente considerada. 2ª ed. Madrid: Vda. e Hijos de Fuentenebro,1903. XII, 450 p.
- La Eucaristía filosófica y teóricamente considerada. Madrid, 1896.
- María Correhabilitadora del Mundo.
- Meditaciones y novena a la Virgen del Milagro, que se venera en la Iglesia de las Descalzas Reales de Madrid. Madrid: Sucesora de M. Minuesa de los Ríos, 1901. 62 p.
- Oración fúnebre acerca de las víctimas de Consuegra.
- Panegírico de la Concepción.
- Sermones sobre la Venerable Orden Tercera de Manila, el día 8 de septiembre de 1885. Manila, 1885. 46 p.
- Sociologia christiana ad usum Ecclesiasticae juventutis. Madrid: Tip. Hija de Gómez Fuentenebro, 1908. XV, 574 p.
- Theologia phundamentalis in tres libros distributa. Roma, 1899.
- Un viaje a Asís y a la Verna.